# Seven Seas Voyager
El Seven Seas Voyager es un crucero de lujo operado por Regent Seven Seas Cruises, filial de Norwegian Cruise Line Holdings Ltd. Tiene su puerto base en Miami, Florida. Entró en servicio en 2003. Cada camarote a bordo es una suite con balcón. En 2006, un artículo de Forbes señaló al Seven Seas Voyager como el crucero más caro de la región de Asia en ese momento.
Chocó contra otro buque en 2010 sin sufrir daños graves, y una pasajera apareció muerta en un camarote en 2015.